# Jože Srebrnic
Jože Srebrnic (noto anche col nome italianizzato di Giuseppe Srebrnic; Salcano, 28 febbraio 1884 – Salona d'Isonzo, 11 giugno 1944) è stato un politico e antifascista sloveno con cittadinanza italiana.

## Biografia
Iscritto alla facoltà di giurisprudenza di Graz, in Austria, è richiamato alle armi dall'esercito austro-ungarico nel primo conflitto mondiale, viene inviato sul fronte russo, dove viene fatto prigioniero nel 1917. Da prigioniero partecipa al movimento di appoggio alla rivoluzione bolscevica e promuove la fondazione della sezione jugoslava del partito bolscevico. Tornato in Italia nel 1919, come componente della minoranza slovena partecipa alla costituzione del Partito Comunista d'Italia nel 1921. Nel 1924 è eletto deputato nella circoscrizione di Gorizia. Col il varo delle leggi eccezionali; Srebrnic viene dichiarato decaduto come deputato e condannato a cinque anni di confino ad Ustica. Prosciolto nel febbraio 1932 viene nuovamente condannato un anno dopo ed inviato a Lipari e quindi a Ponza. Condannato al confino una terza volta nel 1941 finisce a Ventotene e da qui a Renicci, trascorrendo complessivamente 12 anni della sua vita confinato. Da Renicci si libera assieme a tutti i prigionieri italiani e slavi il 14 settembre 1943; rientrato nella Venezia Giulia è membro del comitato regionale di Liberazione della Slovenia nel febbraio 1944. L'11 luglio 1944 perde la vita assieme a tre compagni nel tentativo di guadare l'Isonzo in piena.